# Muskietkolibrie
De muskietkolibrie (Chrysolampis mosquitus) is een vogel uit de familie van de kolibries (Trochilidae). De wetenschappelijke naam van de soort werd in 1758 als Trochilus mosquitus gepubliceerd door Carl Linnaeus.

## Verspreiding en leefgebied
Deze soort komt voor van oostelijk Panama tot noordelijk, oostelijk en centraal Zuid-Amerika, en de ABC-eilanden.